# Нікос Ксілуріс
Нікос Ксілуріс (грец. Νίκος Ξυλούρης, нар. 7 липня 1936, Аногея, Крит, Греція — пом. 8 лютого 1980, Пірей, Греція) — грецький співак та композитор, більш відомий за псевдонімом Psaronikos (грец. Ψαρονίκο). Його пісні та музика охоплювали та описували грецьку душу та менталітет, що дало йому неофіційне звання архангела Криту.

## Біографія
1944 року, коли Ксілурісу було вісім років, Аногея була знищена німецькою армією, тому його родина змушена була переїхати до іншого села. Першу свою ліру він отримав у віці дванадцяти років та одруза продемонстрував потенціал гри народної музики. У віці 17 років Ксілуріс почав виступати у фольк-ресторані «Kastro» в Іракліоні.
Поворотний момент в кар'єрі Ксілуріса став в 1958 році, коли він записав пісню, яка стала популярною. 1966 року він вперше виступав закордоном, представляючи Грецію на музичному фестивалі «Сан-Ремо» та вигравше першу премію. 1967 року в Іракліоні він організував перший Критський концертний зал «Erotokritos». Згодом резиденцією Ксілуріса стали Афіни, де він постійно виступа в концерт-холі «Конакі».
Протягом 1970-х років його голос почав асоціюватись не тільки з криською народною музикою, але і з популярною грецькою музикою завдяки тому, що такі відомі композитори як Ставрос Ксархакос, Янніс Маркопулос, Хрістодулос Галаріс та Христос Леонтіс писали музику на слова таких поетів як Нікос Гатсос, Янніс Ріцос, Йоргос Сеферіс, Костас Варналіс та Діонісіос Соломос.
Помер Ксілуріс в 1980 році внаслідок пухлини головного мозку. Похований на Першому афінському кладовищі.